# 정생동 백자 가마터
정생동 백자 가마터(政生洞 白磁 窯址)은 대전광역시 중구 정생동에 있는 조선시대의 백자 가마터이다. 1997년 11월 7일 대전광역시의 기념물 제36호로 지정되었다.

## 개요
정생동백자가마터는 보문산권 도자가마유적에 대한 학술조사로 '97.5.17~8.8까지 조사되었다. 발굴조사를 통하여 가마유구 1기와 작업장 시설로 보이는 석축구조물 3기가 확인되었다. 가마유구는 무너져 파손된 청정부위를 제외하고는 보존상태가 매우 양호하다.
가마는 주변의 석비레층을 깊이 파고 들어간 후 천정부분을 진흙으로 덮어씌운 등요의 구조를 갖추고 있다. 이 가마에서는 소성실 사이에 같은 간격으로 설치된 두 개씩의 굵직한 창불기둥과 길고 턱이 낮은 아궁이, 특이하게 배열된 굴뚝부의 석열들을 볼 수 있다. 아궁이에서 연소실(소성실), 굴뚝부분에 이르는 가마 구조가 비교적 완벽하게 남아 있는 상태이다. 가마 전체길이는 약 26m이며, 너비는 내벽이 약 140~180cm, 경사도는 20˚ 가량이다. 소성실은 길이 20m 가량으로 흙기둥(불창시설)에 의해 6개의 방으로 구획되어 있으며, 양벽면은 바닥으로부터 50cm 이상 높이로 잘 남아 있다. 소성실의 우측 벽면에는 모두 5개의 출입시설 흔적이 있다. 굴뚝주변에는 길이 약 3m, 폭 약 5.5m의 타원형 석열이 둘러져 있는데 비 올 때 굴뚝으로 흙이 밀려오는 것을 막기 위한 것으로 보인다.
가마 북편에 위치한 작업시설로 보이는 3기의 석축사이에서는 편평하고 길다란 돌들을 타원형으로 배치한 모습을 볼 수 있는데 각각 한편 구석에 열을 가한 흔적이 남아있어 건조를 위한 시설물이였음이 추정된다. 정생동백자가마는 이르면 16세기, 늦어도 17세기 전반경에 왕성한 활동을 하였을 것으로 보인다.

## 참고 자료
- 정생동백자가마터 - 국가유산청 국가유산포털